# Arrouède
Arrouède é uma comuna francesa na região administrativa de Occitânia, no departamento de Gers. Estende-se por uma área de 6,33 km². Em 2010 a comuna tinha 103 habitantes (densidade: 16,3 hab./km²).